# Иса Плиев
Иса Александрович Плиев (на осетински: Плиты Алыксандыры фырт Иссӕ; роден на 12 юли (25 ноември) 1903 г. в Стари Батакьюрт (Терекска губерния, Руска империя); † 6 февруари 1979 г. в Москва) е съветски военен командир и армейски генерал (1962 г.). Двукратен Герой на Съветския съюз. През 1962 г. е командир на съветските войски в Куба и операция „Анадир“.

## Биография

### Преди Втората световна война
Плиев е от осетински произход. Участва в Гражданската война и след това се присъединява към Червената армия през 1922 г. През 1926 г. става член на ВКП. (Б) . Започва офицерската си кариера през същата година със завършването на Ленинградското кавалерийско училище и назначаването му за командир на кавалерийското училище в Краснодар. През 1933 г. успешно завършва обучението си във Военната академия „М. В. Фрунзе“ и е оперативен офицер на 5-а кавалерийска дивизия от 1933 до 1936 г. От 1936 до 1938 г. е съветник на Народно-революционната армия на Монголската народна република. След завръщането си в Съветския съюз става командир на кавалерийски полк. През 1941 г. завършва Военната академия на Генералния щаб на въоръжените сили на СССР.

### Втората световна война
В началото на Втората световна война Плиев ръководи 50-та кавалерийска дивизия, по-късно преименувана на 3-та гвардейска кавалерийска дивизия, в отбранителни битки на границата. През декември 1941 г. поема командването на 2-ри гвардейски кавалерийски корпус в отбранителната битка за Москва. През април 1942 г. става командир на 5-ти гвардейски кавалерийски корпус, по-късно на 3-ти гвардейски кавалерийски корпус и 4-ти гвардейски кавалерийски корпус, командвайки съответно Западния фронт, Южния фронт, Югозападния фронт и Степния фронт. През есента на 1942 г. ръководи кавалерийски части в битката за Сталинград, а през октомври 1943 г. – по време на настъплението към линията Днепър в Мелитополската операция.
На следващата година неговите войски участват в Березнеговатото-Снигиревската операция и Одеската операция през март и април 1944 г., в операция „Багратион“ през юни и юли и в нападението срещу Румъния през август 1944 г. Назначен е за командир на 1-ва механизирана гвардейска кавалерийска група , която е разположена в различни операции под съответното командване на 3-ти украински, 1-ви беларуски и 2-ри украински фронт. През октомври 1944 г. ръководи Плиевската механизирана кавалерийска група в Унгарската пуща, която е обкръжена и почти напълно унищожена от части на германския Вермахт по време на Дебреценската операция в Унгария.
В началото на 1945 г. войските му под командването на маршал Родион Малиновски участват в битката за Будапеща, а през май 1945 г. в Пражката операция. В края на Втората световна война той командва съветско-монголска механизирана кавалерийска група на Забайкалския фронт в Манджурия, разположена като част от операция „Августовска буря“ срещу японската Квантунска армия.

### След Втората световна война
След Втората световна война Плиев заема няколко важни военни ръководни длъжности. От 1947 до 1949 г. е командир на 13-а армия с щаб в Ровно, УССР. От 1955 до 1958 г. е първи заместник-командир на Севернокавказки федерален окръг, а от 1958 до 1968 г. – командир.
След потушаването на вълненията в Новочеркаск в началото на юни 1962 г. от войските, командвани от Плиев, е повишен в армейски генерал. Генерал-лейтенант Матвей Шапошников отказва да използва танкове срещу бунтовниците, както е наредил Плиев.
Като част от операция „Анадир“, той получава командването на контингента на Съветската армия, разположен в Куба през юли 1962 г. Въпреки че е упълномощен с устна заповед от Никита Хрушчов да използва деветте тактически ядрени оръжия „Луна“, с които разполага, срещу американските въоръжени сили в случай на война, дори без да се консултира с Москва, това не се отнася за ядрените ракети със среден обсег (SS-4 и SS-5), разположени в Куба. Тази резерва обаче липсва в писмената заповед, която Плиев получава от министъра на отбраната Малиновски през септември 1962 г. През октомври 1962 г. Плиев командва всички ракети „Луна“, разположени в Куба, бомбардировачи Ил-28, 36 SS-4 и 36 крилати ракети ФКР-1. След като в Куба пристигат още ядрени оръжия, Плиев получава заповеди да бъде напълно бойно готов, но първоначално му е забранено да използва каквито и да е ядрени оръжия. След свалянето на американския самолет Lockheed U-2 на Плиев е забранено лично от Хрушчов да използва противовъздушни оръжия срещу други U-2. Малко след това получава заповеди да организира изтеглянето на всички ядрени оръжия от Куба.
След завръщането си от Куба той получава орден „Ленин“ за заслугите си. Той също така написва две автобиографични произведения за службата си във Втората световна война. През 1968 г. е назначен за инспектор и съветник на Групата на главния инспектор в Министерството на отбраната на СССР.
Плиев е депутат във Върховния съвет на СССР от втората до седмата сесия.

## Почести
Плиев е удостоен два пъти със званието Герой на Съветския съюз (16 април 1944 г., 8 септември 1945 г.), а през 1971 г. със званието Герой на Монголската народна република. Награден е пет пъти с орден „Ленин“, три пъти с орден „Червено знаме“, два пъти с орден „Суворов“ (I степен), орден „Кутузов“ (I степен), множество медали и девет чуждестранни ордена.